# 爱超越天际
《愛超越天際》，為泰國GMM 25與LINE TV於2019年5月12日起播出的浪漫愛情喜劇，由Krist、Namtan、New及Jane主演。
此劇由GMMTV與製作公司Lasercat Studio合作拍攝，在2018年11月GMMTV的「Wonder Th13teen」新劇宣傳活動上公開先導預告片。其後，此劇於2019年5月在GMM 25電視台及LINE TV首播，同年8月終映。

## 劇情簡介
中泰混血的Wang獨自一人從香港前往泰國尋找媽媽，在回到泰國後，他意外地與Ple對調了行李，之後更發現媽媽已從家裡搬走了。他與現在住在那裡的Pat相遇，並被她認為是一個變態。在經歷一些事情後，Pat願意接納Wang和她合住。而Win和Ple從小就是最親密的朋友，但Win卻一直暗戀著Ple。這種情況讓這四個人再次相遇，住在同一棟樓裡，Ple亦開始對Wang感興趣。結果，種種因素令四人的關係變得複雜。

## 演員陣容
註：括號內的演員姓名為小名。

### 主要人物
- 皮拉瓦·山坡提拉（Krist）飾演 Wang

長期在香港與爸爸一起生活，在爸爸去世後為了尋找媽媽而回到泰國，在一到步便與Ple對調了行李，成為兩人連繫的開端。Pat一開始對他有偏見，但最後決定做好心收留他在家裡居住。
- 娜米妲·吉勒娜拉帕（Jane）飾演 Ple

導遊，在機場送旅客離開時意外與Wang接吻，接著更對調了行李。
- 提迪蓬·德查阿派坤（New）飾演 Win

有自信、癡情和幽默的男子，是Ple小時候開始就認識的好友，對她一直有默默喜歡著的心意。
- 提娜麗·維拉瓦諾丹（Namtan）飾演 Pat

個性獨立的女子，做人有原則。

### 其他人物
- 彭帕克·西里古爾（英语：Penpak Sirikul）（Tai）飾演 Rose
- 阿帕喜理·尼低彭（英语：Apasiri Nitibhon）（Um）飾演 Pa
- Leo Saussay（英语：Leo Saussay） 飾演 Phu
- 吉拉華·瓦奇拉薩朗帕特（Wo） 飾演 Bo
- 納查特·佳塔潘（Nicky）飾演 物業代理
- Praeploy Oree 飾演 護士
- Sumet Ong 飾演 Chuang

Pat的爸爸。

## 外部連結
- GMMTV官方網站 （页面存档备份，存于）（泰文）
- MyDramaList 劇集介紹及劇評 （页面存档备份，存于）（英文）
- 豆瓣劇集介紹 （页面存档备份，存于）（中文）